# Musineon lineare
Musineon lineare är en flockblommig växtart som först beskrevs av Per Axel Rydberg, och fick sitt nu gällande namn av Mildred Esther Mathias. Musineon lineare ingår i släktet Musineon och familjen flockblommiga växter. Inga underarter finns listade i Catalogue of Life.